# Maulévrier
Maulévrier is een gemeente in het Franse departement Maine-et-Loire (regio Pays de la Loire). De plaats maakt deel uit van het arrondissement Cholet. Maulévrier telde op 1 januari 2022 3.206 inwoners.

## Geografie
De oppervlakte van Maulévrier bedroeg op 1 januari 2022 33,42 vierkante kilometer; de bevolkingsdichtheid was toen 95,9 inwoners per km².

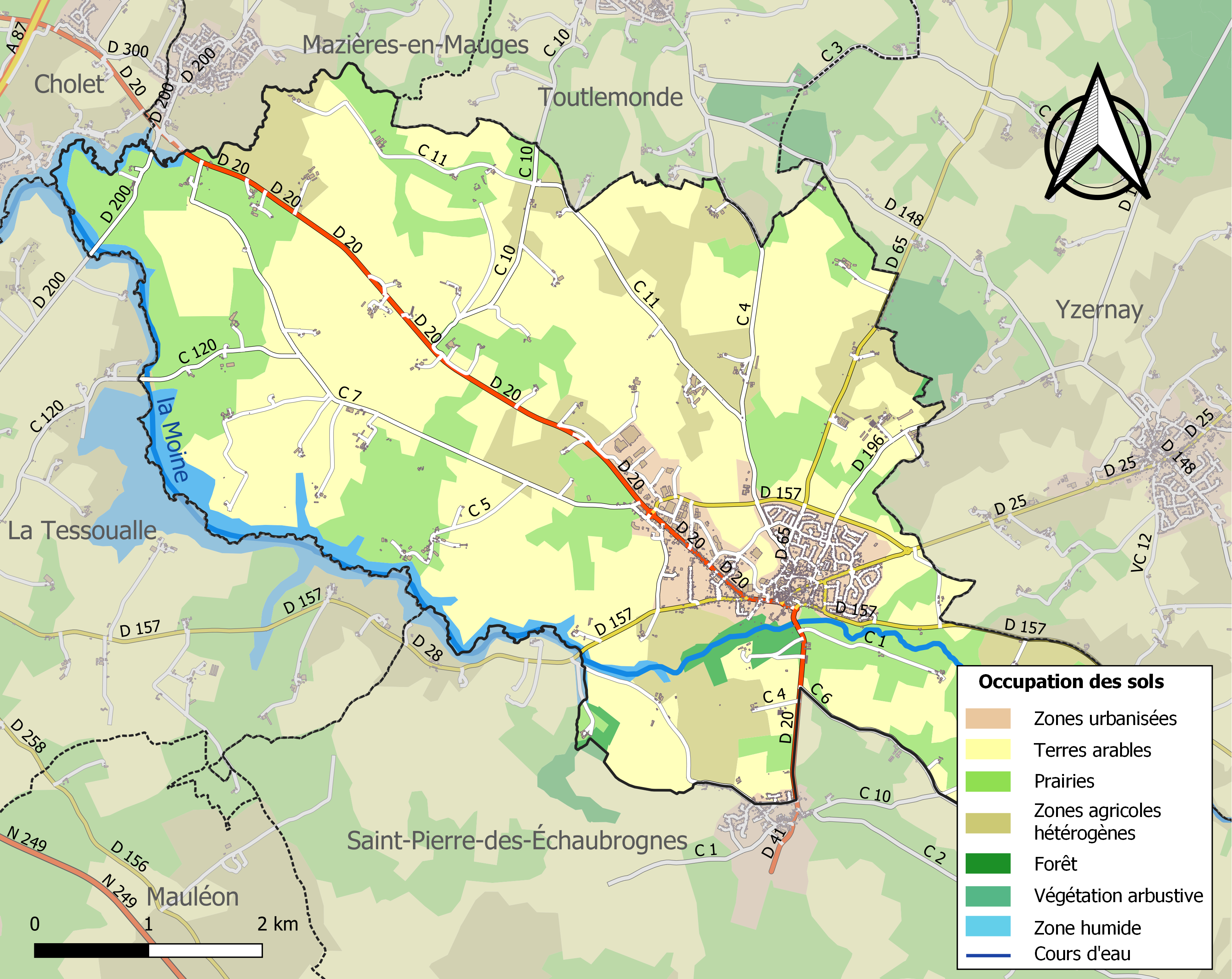
Kaart van de gemeente met de belangrijkste infrastructuur, bodemgebruik en omliggende gemeenten

## Demografie
Onderstaande figuur toont het verloop van het inwonertal (bron: INSEE-tellingen).

## Geboren in Maulévrier
- Jean-Marc Ayrault (1950), politicus
- Juliette Colbert (1786-1864), markiezin van Barolo, weldoenster en ordestichtster